# Ludwig Triem
Ludwig Triem (* 7. März 1921 in Neuweiler; † 16. Mai 1988) war ein deutscher Politiker (SPD).
Nach der Volksschule besuchte Triem die Verwaltungsklasse der staatlichen Handelsschule in Saarbrücken. Ab 1938 war er in der saarländischen Justizverwaltung tätig, nach dem Krieg wechselte er in das Arbeitsministerium. 1956 wurde er zum Leiter der saarländischen Hauptfürsorgestelle berufen; dieses Amt übte er bis 1975 aus.
Der SPS/SPD gehörte Triem ab 1947 an. Von 1970 bis 1982 war er Mitglied im SPD-Landesvorstand. Im Saarbrücker Stadtrat hatte er von 1968 bis 1979 ein Mandat inne. 1975 wurde er in den Landtag des Saarlandes gewählt, dem er bis zu seinem Tod angehörte. Er war dort Mitglied in den Ausschüssen für Haushalts- und Finanzfragen, für innere Verwaltung und zuletzt im Ausschuss für Verfassungs- und Rechtsfragen. Während der achten Legislaturperiode (1980–1985) führte er den Vorsitz des Innenausschusses, außerdem war er ab 1985 Alterspräsident des Landtages.